# Willemijn Verkaik
Willemijn Verkaik ([ˈʋɪləmɛin vərˈkɑik]) est une chanteuse et actrice néerlandaise née le 16 juin 1975 à Son en Breugel. 
Elle est connue pour ses rôles sur scène dans Wicked et Elisabeth, et pour avoir doublé Elsa dans la version Allemande de la Reine des Neiges.

## Biographie

### Carrière
En 2010, un vote, organisé par le site BroadwayisWicked.com , la déclare meilleure actrice, pour son rôle dans Wicked.
En 2020, elle chante la chanson Into the Unknown du films d'animation La Reine des Neiges 2, lors de la cérémonie des Oscars.

## Théâtre

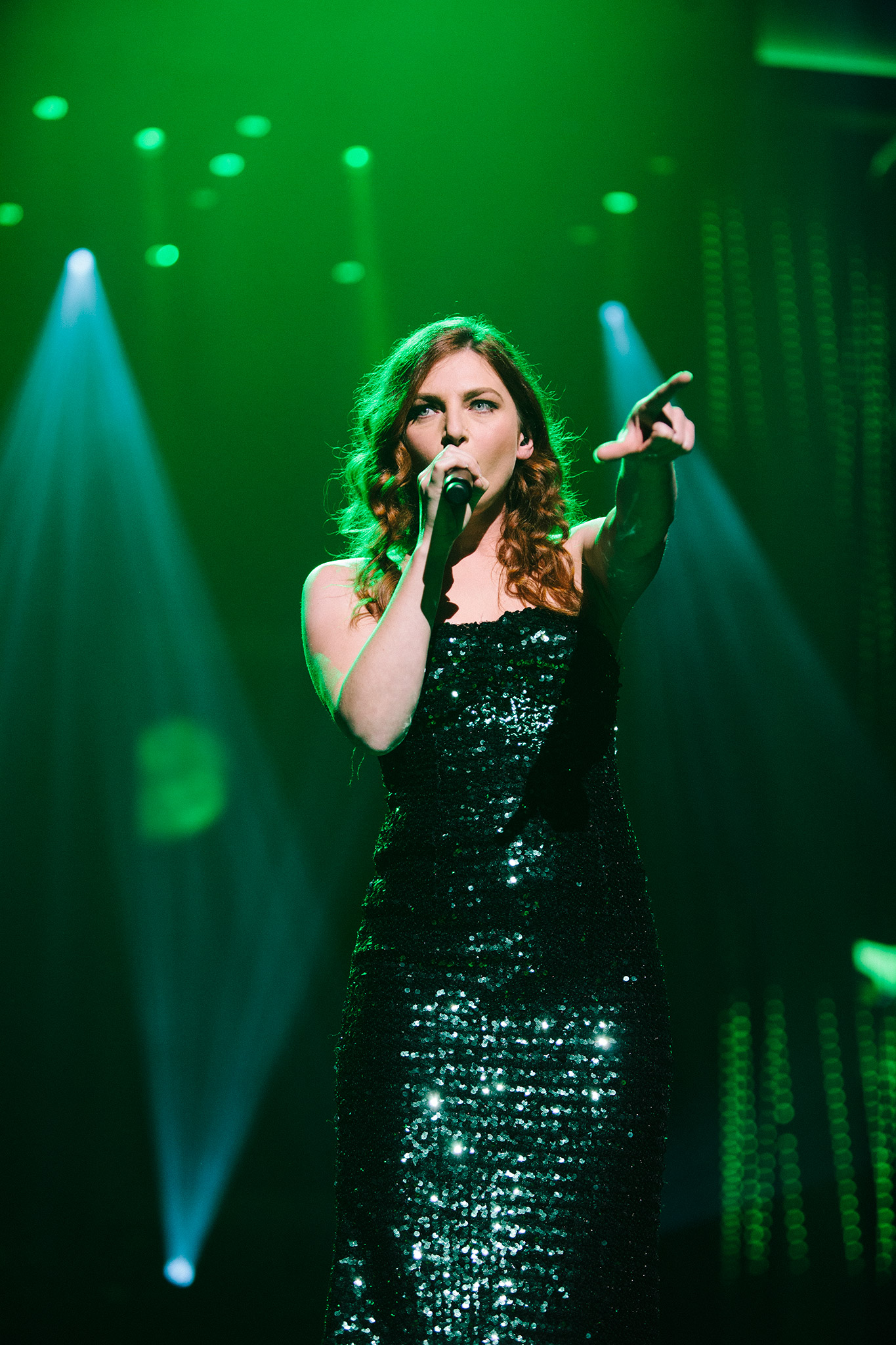
Willemijn Verkaik, 2015

| Spectacle                                 | Lieu                           | Rôle                    | Année         |
| ----------------------------------------- | ------------------------------ | ----------------------- | ------------- |
| Elisabeth                                 | Scheveningen, Pays-Bas         | Ensemble                | 2001          |
| Jeans 11                                  | Pays-Bas                       | Soliste                 | 2001-2002     |
| Les Trois Mousquetaires                   | Rotterdam, Pays-Bas            | Ensemble                | 2003          |
| Eternity                                  | Rotterdam, Pays-Bas            | Barbara                 | 2004          |
| We Will Rock You                          | Cologne, Allemagne             | Killer Queen (Doublure) | 2004-2005     |
| Elisabeth                                 | Thoune, Suisse                 | Elisabeth               | 2006          |
| We Will Rock You                          | Cologne, Allemagne             | Killer Queen            | 2006          |
| Wicked                                    | Stuttgart, Allemagne           | Elphaba                 | 2007-2010     |
| Aida                                      | Tecklembourg, Allemagne        | Amneris                 | 2009          |
| Wicked                                    | Oberhausen, Allemagne          | Elphaba                 | 2010-2011     |
| Wicked                                    | Scheveningen, Pays-Bas         | Elphaba                 | 2011-2013     |
| Wicked                                    | Broadway, New-York, États-Unis | Elphaba                 | 2013          |
| Mamma Mia !                               | Stuttgart, Allemagne           | Donna                   | 2013          |
| Wicked                                    | West End, Londres, Royaume-Uni | Elphaba                 | 2013-2014     |
| Women On The Verge Of A Nervous Breakdown | West End, Londres, Royaume-Uni | Paulina                 | 2014-2015     |
| Tarzan                                    | Allemagne                      | Kala                    | 2015-2016     |
| Wicked                                    | West End, Londres, Royaume-Uni | Elphaba                 | 2017          |
| Ghost The Musical \|                      | Berlin, Allemagne              | Molly                   | 2017-2018     |
| Bat Out Of Hell                           | Oberhausen, Allemagne          | Sloane                  | 2018-2019     |
| Women On The Nerve Of A Nervous Breakdown | Amsterdam, Pays-Bas            | Pepa                    | 2019          |
| Annie                                     | Pays-Bas et Belgique           | Mrs. Hanningan          | 2019-2020     |
| Waitress (Repoussé)                       | Pays-Bas                       | Jenna                   | Date inconnue |
| Annie                                     | Pays-Bas                       | Mrs. Hannigan           | 2019–2020     |
| Come from Away                            | Pays-Bas                       | Beverly Bass, Annette   | 2021–2022     |
| Rebecca                                   | Vienne, Autriche               | Mrs. Danvers            | 2022-2023     |
| Frozen                                    | Hambourg, Allemagne            | Elsa                    | 2023-2024     |
| & Juliet                                  | Hambourg, Allemagne            | Anne Hathaway           | 2024-         |

## Discographie

### Enregistrement d'ensemble
- 2001 : Jeans 11
- 2003 : Eternity
- 2003 : Drie Musketiers
- 2007 : Wicked (casting Allemand)
- 2014 : Frozen (casting Néerlandais)
- 2017 : Olaf's Frozen Adventures

### Autres enregistrements
- 2008 : Gala musical de Ludwisburg
- 2009 : Best of Musical Gala 2010, CD promotionnel de Stage Entertainment Germany
- 2010 : Musicalballads Unplugged - avec Mark Seibert
- 2010 : Superstars des Musicals - collection de 3 CD
- [Quand ?] Scott Alan : What I Wanna Be When I Grow Up
- [Quand ?] Scott Alan : Live - Double CD enregistré à Birdland

## Filmographie
- 2004 : Barbie : Cœur de princesse : Erika
- 2008 : Barbie et le Palais de diamant : Lydia
- 2012 : Goede tijden, slechte tijden : Elphaba
- 2013 : La Reine des Neiges : Elsa
- 2015 : La Reine des Neiges : Une fête givrée
- 2017 : La Reine des Neiges : Joyeuses fêtes avec Olaf
- 2018 : Ralph 2.0
- 2019 : La Reine des Neiges 2